# Pieter-Jan Van Lill
Pieter-Jan Van Lill (Keetmanshoop, 4 de diciembre de 1983) es un jugador de nacionalidad namibia  de rugby que se desempeña como Número 8. Actualmente juega para el club Aviron Bayonnais de la Pro D2.

## Carrera
Van Lill Estudió dio sus primeros pasos jugando a rugby en la Universidad de Stellenbosch de Sudáfrica en las temporadas 2005 y 2006 con el Maties, equipo de la Universidad de ahí le dieron la oportunidad de tener el primer contrato profesional de la mano Wanderers de Windhoek en la temporada 2007. 
Van Lill participa en la Vodacom Cup desde 2010 con Welwitschias, apodo del equipo de Namibia Nacional en partidos jugados contra equipos y clubes no nacionales; el equipo nacional participa también en los campeonatos de Sudáfrica con el fin de prepararse para la Copa del Mundo de 2011 . Después de las ediciones de 2010 y 2011, los Welwitschias abandonan la competición por problemas financieros.En 2011 Van Lill firmó un precontrato con el Aurillac de la Pro D2. para unirse al club francés después de la Copa Mundial pero por problemas administrativos que le impiden la obtención de un permiso de trabajo francés, se vio obligado a cancelar sus planes de continuar con su carrera en Europa y seguir en el campeonato de Namibia con su antiguo eguipo.
En 2014 regresó a Francia después de su aventura abortada en Aurillac, y firmó con el club US Dax en Pro D2 por una temporada. Una vez concluye su contrato Van Lill baraja varias ofertas pero finalmente decide firmar por el recién descendido del Top 14 Aviron Bayonnais. Esa temporada Van Lill es titular y pieza clave para lograr el ascenso a la máxima categoría del rugby francés, al ganar la final de la eliminatoria de ascenso a Aurillac por 21-16.

## Selección nacional
Van Lill es seleccionado por primera vez por su país el 6 de noviembre de 2010 para enfrentarse a la Rumanía partido que ganaron los namibios por 21-17.
Participa con Namibia en la Copa de África en 2014, valedero para las calificaciones para la Copa del Mundo de rugby 2015 donde se proclamaron campeones y esto les dio el billete para participar en el campeonato del mundo.
En 2015 es seleccionado por su país para participar en la Copa Mundial de Rugby